# Скшинецкий, Александр Дмитриевич
Александр Скшинецкий (бел. Аляксандр Скшынецкі; род. 28 февраля 1990, Кореличи, Гродненская область) — белорусский футболист, защитник дзержинского «Арсенала».

## Карьера

### Клубная
Воспитанник минского МТЗ-РИПО (позже клуб сменил название на «Партизан»), с 2007 года начал выступать за дубль. На следующий год стал привлекаться к играм за основной состав команды, однако за три сезона провёл в её составе только 10 матчей. После вылета «Партизана» из Высшей лиги по итогам сезона 2010 очутился в фарм-клубе «Партизан-2».
После сезона 2011 «Партизан» прекратил своё существование, и Александр продолжил выступления в Первой лиге, выступая за «Сморгонь» и «Ислочь». В 2014 году стал игроком клуба «Крумкачы», с которым прошёл путь от Второй лиги чемпионата Беларуси до Высшей. В сезонах 2016 и 2017 был основным опорным полузащитником команды.
В 2018 году, после недопуска «Крумкачей» к участию в Высшей лиге Беларуси, перешёл в «Смолевичи». В сезоне 2018 был игроком основы смолевичской команды. В январе 2019 года стал игроком НФК. В январе 2020 года покинул команду.
В марте 2020 года пополнил состав дзержинского «Арсенала», где стал игроком стартового состава. В январе 2021 года стало известно, что полузащитник останется в «Арсенале» на следующий сезон.
В январе 2023 года футболист тренировался с бобруйской «Белшиной». В марте 2023 года вернулся в дзержинский «Арсенал».

### Международная
Выступал за юниорскую сборную Беларуси. В 2010—2011 годах провёл 10 матчей за молодёжную сборную Беларуси.

## Достижения
- Чемпион Первой лиги (2): 2021, 2023
- Бронзовый призёр Первой лиги Беларуси: 2015
- Серебряный призёр Второй лиги Беларуси: 2014

## Статистика
| Сезон | Дивизион | Клуб                | Страна                    | Матчи | Голы |
| ----- | -------- | ------------------- | ------------------------- | ----- | ---- |
| 2007  | дубль    | МТЗ-РИПО            | Флаг Беларуси (1995—2012) | 20    | 0    |
| 2008  | Д1       | МТЗ-РИПО            | Флаг Беларуси (1995—2012) | 2     | 0    |
| 2009  | Д1       | МТЗ-РИПО            | Флаг Беларуси (1995—2012) | 5     | 0    |
| 2010  | Д1       | Партизан (Минск)    | Флаг Беларуси (1995—2012) | 3     | 0    |
| 2011  | Д3       | Партизан-2 (Минск)  | Флаг Беларуси (1995—2012) | 9     | 1    |
| 2012  | Д2       | Сморгонь            | Флаг Беларуси (1995—2012) | 22    | 1    |
| 2013  | Д2       | Ислочь              | Флаг Беларуси             | 28    | 0    |
| 2014  | Д3       | Крумкачы            | Флаг Беларуси             | 27    | 1    |
| 2015  | Д2       | Крумкачы            | Флаг Беларуси             | 29    | 0    |
| 2016  | Д1       | Крумкачы            | Флаг Беларуси             | 25    | 0    |
| 2017  | Д1       | Крумкачы            | Флаг Беларуси             | 28    | 1    |
| 2018  | Д1       | Смолевичи           | Флаг Беларуси             | 29    | 0    |
| 2019  | Д2       | НФК                 | Флаг Беларуси             | 25    | 0    |
| 2020  | Д2       | Арсенал (Дзержинск) | Флаг Беларуси             | 24    | 0    |
| 2021  | Д2       | Арсенал (Дзержинск) | Флаг Беларуси             | 32    | 1    |